# Zee TV
Zee TV — загальний розважальний платний телеканал на гінді в Індії, який був запущений 2 жовтня 1992 року, як перший приватний телеканал у країні. Він належить Zee Entertainment Enterprises. Телеканал також був запущений у Великій Британії в 1995 році і в США в жовтні 1998 року.

## Історія
Zee TV було запущено 2 жовтня 1992 року, як головний канал Zee Telefilms Ltd. У 1993 році він почав транслюватися протягом усього дня. Це перший приватний телеканал в Індії. 10 січня 2007 року Zee Telefilms Ltd було перейменовано на Zee Entertainment Enterprises Ltd (ZEEL).
У 2013 році Zee TV разом із дочірніми каналами оновили бренд.
30 травня 2021 року Zee TV планував оновити свій зовнішній вигляд і показати чотири нові телесеріали, але через пандемію COVID-19 в Індії це було відкладено.

## Програми
Канал здебільшого транслює контент, призначений для сім’ї та молодих поколінь, починаючи від комедії та закінчуючи драмами. Він також транслював такі реаліті-шоу, як En Vidya Nokki, Sa Re Ga Ma Pa, I Can Do That, India's Best Cinestars Ki Khoj, і Dance India Dance.

## Нагороди Zee Rishtey
Починаючи з 2007 року, канал вручає щорічну премію Zee Rishtey Awards для акторів своїх шоу на основі їх популярності. Номінації на премії оголошує канал. Переможці обираються шляхом онлайн-голосування та SMS.

## Зовнішні посилання
- Офіційний сайт